# Leo Meter
Leopold Longin „Leo“ Meter (geboren am 7. August 1909 in Köln; gestorben am 26. Juli 1944 in Racewo, Landgemeinde Sidra) war ein deutscher Buchillustrator.

## Leben
Leopold August Longin Meter stammte aus einer sozialistischen Familie und hatte durch seinen Vater früh Kontakte zum Bühnenbetrieb der Kölner Oper. Er studierte an der Kunstakademie Düsseldorf bei Heinrich Campendonk. Ab 1932 arbeitete er als Bühnenbildner an der Jungen Volksbühne in Berlin. Nach der Machtübergabe an die Nationalsozialisten 1933 wurden die Ensemblemitglieder verhaftet, und Meter war für einige Monate im KZ Brauweiler inhaftiert und erhielt danach Berufsverbot. Meter floh 1934 in die Niederlande, wo er sich die ersten zwei Jahre als illegaler Immigrant aufhielt. Er heiratete 1936 in Brüssel die vor der Judenverfolgung aus Frankfurt geflüchtete Musiklehrerin Elisabeth Plaut (1906–1987), ihre Tochter Barbara Meter wurde 1939 in Amsterdam geboren, sie wurde später Filmemacherin.
Meter arbeitete in Amsterdam für das von Paul Guermonprez gegründete Atelier Co-op 2, von dem er Aufträge für Buchillustrationen erhielt. 1937 illustrierte er die niederländische Ausgabe des Kinderbuchs Die Kiste mit dem großen S. des Bruders seiner Frau Richard Plaut. Nach der deutschen Besetzung der Niederlande im Mai 1940 wurde das Ehepaar aufgrund der Nürnberger Rassegesetze zur Scheidung gezwungen. Die Tochter Barbara überlebte als Kleinkind die Verfolgung in einer niederländischen Pflegefamilie, Elisabeth Plaut überlebte in verschiedenen Verstecken in den Niederlanden.
Leo Meter wurde 1942 von der Gestapo verhaftet und zum Kriegsdienst an die Wehrmacht überstellt. Er wurde an der Ostfront eingesetzt und fiel 1944 wenige Tage vor seinem 35. Geburtstag in der polnischen Ortschaft Racewo, südwestlich von Grodno.
Im Jahr 1943 schrieb er insgesamt acht Feldpostbriefe, die er an die Tochter richtete und in denen er illustrierte Geschichten erzählte, diese wurden 1988 erstmals herausgegeben und in mehrere Sprachen übersetzt.

## Werke (Auswahl)
- Leo Meter: Briefe an Barbara. Nachwort Barbara Meter. Köln : Middelhauve, 1988 ISBN 978-3-7876-9263-7

Buchillustrationen
- Sinclair Lewis: Dat gebeurt hier niet. Übersetzung J. H. Pauls. Illustrationen Leo Meter, Otto Treumann. Amsterdam : van Holkema & Warendorf, 1936
- Paul Guermonprez (Hrsg.):  Adam´s vijfde rib. Schoonheden van het zwakke en zwakheden van het schone geslacht. Illustrationen Leo Meter. Amsterdam: Bigot en van Rossum, 1936
- Richard Plaut: De kist met de grote S. Een roman voor kinderen. Übersetzung N.Chr.E. van den Bergh-Marcus. Illustrationen Leo Meter. Rotterdam: W.L. & J. Brusse, 1937
- Paul Guermonprez (Hrsg.): Eva's jongste dochter : schoonheden van het zwakke en zwakheden van het schoone geslacht. Illustrationen Leo Meter. Amsterdam : Bigot en Van Rossum, 1938
- Martín Luis Guzmán: In de schaduw van den Leider. Übersetzung J. Slauerhoff, G. J. Geers. Illustrationen Leo Meter. Den Haag : Boucher, ohne Jahr
- Benjamin Cooper: Een reis met de diligence door het tijdperk der tanks, auto's en vliegmachines. Illustrationen Leo Meter. Amsterdam: Holland, 1939
- Jean Giono: Weer een lente. Übersetzung Antoon Coolen. Illustrationen Leo Meter. Den Haag : Boucher, ohne Jahr
- Neerlands zonen Neerlands helden : oude liederen verhalende en prijzende het leven van menig dapperen strijder voor zijn vaderland.  Verzameld en bijeengebracht door T. Guermonprez [sic!], geïllustreerd door L. Meter en van een voorwoord voorzien door J. W. F. Werumeus Buning. Zeist : Dijkstra, 1942
- Jan Hell: Spiegeltje.  Een moraliserende Revue, van heinde en ver bijeengebracht tot Heil, Troost en Vermaak van Flierefluiters en Zwartkijkers in Hemelse, Aardse en Andere zaken – In 5 bedrijven. Illustrationen Leo Meter. Amsterdam : Contact, 1948